# 李星聚
李星聚（？—？），丰县人，是一名清朝政治人物。荫生出身。
李星聚曾于乾隆二十一年(1756年)接替何恺任延平府知府一职，乾隆二十一年(1756年)由高霔接任。